# Francisco Escobar
Pour les articles homonymes, voir Escobar.
Francisco Escobar, né le 21 juin 1991 à Santiago de Cali, est un mannequin colombien, qui a été élu Mister Monde 2012.

## Biographie

### Carrière
Il commence sa carrière de mannequin à Singapour, puis en Chine et en Malaisie. Après avoir passé un an en Asie, il tente sa chance à New york et travail rapidement pour Calvin Klein.
À New york, il participe plusieurs fois à la Fashion week.
Il a aussi travaillé pour Vogue et Cosmopolitan.
Il a été désigné juge pour Mister Monde 2016.

## Filmographie
- Noé